# Boeing 737 Next Generation
Boeing 737 Next Generation (обычно сокращаемое до Boeing 737NG) — обозначение моделей −600/-700/-800/-900 самолёта Boeing 737. Серия стала третьим поколением модели 737 и сменила в производстве модель 737 Classic (−300/-400/-500), производство которой началось в середине 1980-х годов. Модель является ближне- и среднемагистральным узкофюзеляжным реактивным самолётом. Производимый с 1996 года компанией Boeing, 737NG продаётся в четырёх вариантах пассажировместимости (обычно от 110 до 210 пассажиров).
16 июля 2014 года была произведена выкатка 5000-го экземпляра модели 737NG. Всего на самолёты семейства 737 Next Generation получено более 7000 заказов. Модель является основным конкурентом семейства Airbus A320.
В ближайшие годы планируется замена модели Next Generation на Boeing 737 MAX.

## Разработка и проектирование

### История создания
Создание семейства Airbus A320, вобравшего в себя новейшие технологии в области авионики и композиционных материалов, подтолкнуло Boeing в 1991 г. к разработке обновлённого самолёта. После консультаций с потенциальными заказчиками 17 ноября 1993 года было объявлено о начале программы Boeing 737 Next Generation. В семейство 737NG входят варианты −600, −700, −800 и −900. На сегодняшний день это самое серьёзное обновление модели 737. Лётно-технические характеристики 737NG значительно улучшены, однако по желанию клиентов сохранена преемственность с предыдущими поколениями Boeing 737. Переработанное крыло имеет на 25 % большую площадь, размах увеличен на 4,88 м, что позволило увеличить запас топлива на 30 %. Установлены менее шумные и более экономичные двигатели CFM International CFM56-7B. Эти улучшения позволили увеличить дальность модели почти на 1700 км, что позволяет самолёту выполнять трансконтинентальные рейсы. Программа лётных испытаний проводилась с использованием десяти самолётов: три модификации −600, четыре −700 и 3 −800.

### Салон

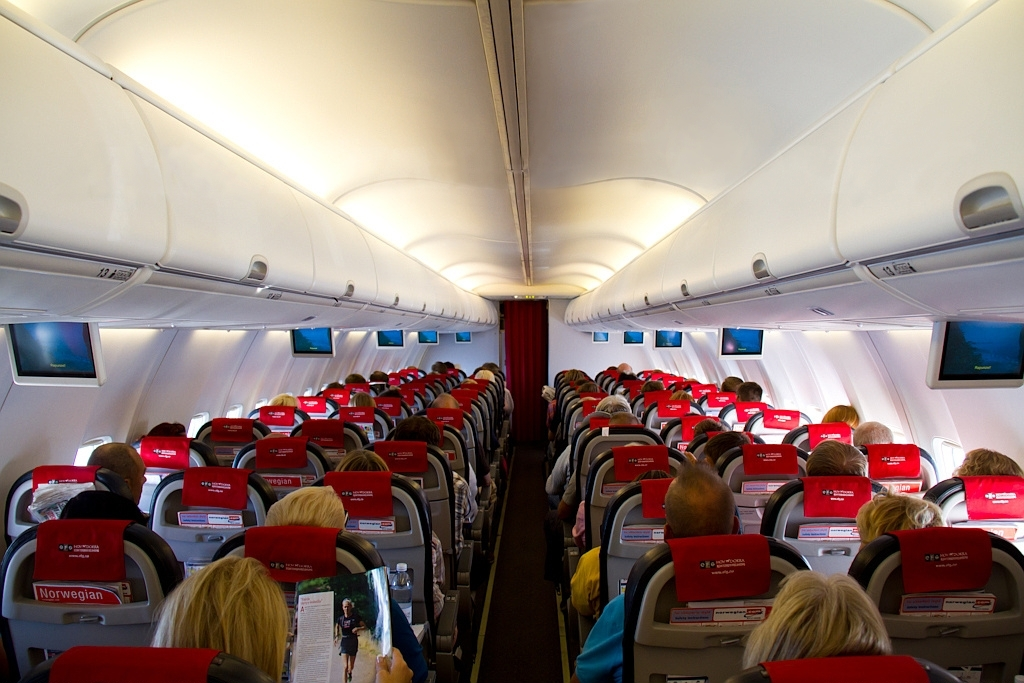
Салон Boeing 737-800 с обычным интерьером

Салон Boeing 737 Next Generation был улучшен в соответствии с решениями, применёнными на Boeing 757-200 и Boeing 737 Classic; некоторые элементы были заимствованы у Boeing 777, в частности более вместительные и закруглённые потолочные багажные отсеки и плавные линии панелей потолка. Решения, применённые в Boeing 737 Next Generation, стали стандартными на Boeing 757-300, а затем начали по заказу устанавливаться на Boeing 757-200.
В 2010 г. интерьер Boeing 737 Next Generation был переработан с целью унификации с Boeing 787. В салоне, названном Boeing Sky Interior были применены новые вращающиеся багажные полки (впервые на узкофюзеляжном самолёте Boeing), новые стеновые панели, новые сервисные блоки и подсветка салона на светодиодах. Sky Interior не может быть установлен в существующие самолёты, однако производитель компонентов Heath Tecna предлагает пакеты обновления для моделей 737 и 757, внешне похожий на Sky Interior (в основном, за счёт новых багажных полок).

### Производство ииспытания
Первой модификацией серии Boeing 737NG стала −700. Самолёт был впервые показан 8 декабря 1996 года. Этот самолёт стал 2843-м экземпляром Boeing 737 и совершил первый полёт 9 февраля 1997 года.
Первый 737−800 был показан 30 июня 1997 года и совершил первый полёт 31 июля 1997 года.
Самый маленький в новой серии вариант −600, идентичный по размерам модификации −500, был построен в декабре 1997 года и совершил первый полёт 22 января 1998 года. Сертификат FAA на него был получен 18 августа 1998 года.

### Доработки
В 2004 году Boeing предложил клиентам пакет доработок Short Field Performance, разработанный по заказу авиакомпании Gol Transportes Aéreos, часто обслуживающей аэропорты с ограниченной длиной полосы. Пакет улучшил взлётно-посадочные характеристики самолёта. Пакет устанавливается по заказу на любую модификацию 737NG и является стандартным оборудованием для Boeing 737-900ER.
В июле 2008 года Boeing начал предлагать керамические тормозные диски разработки Messier-Bugatti, позволяющие снизить вес тормозных механизмов на 250-320 кг в зависимости от того, какие стальные диски установлены на самолёт, обычные или высокопроизводительные. Снижение веса тормозной системы на 320 кг на Boeing 737-800 приводит к снижению расхода топлива на 0,5 %. Первым заказчиком новой системы стала авиакомпания Delta Air Lines, которая в конце июля 2008 года получила первый Boeing 737-700 с новой тормозной системой.
Boeing планировала увеличить производство модели 737 с 31-35 единиц в месяц в январе 2012 года до 38 единиц в месяц в 2013 году. Пик производства — 42 машины в месяц — планировался в 2014 году.

### Будущее модели
Начиная с 2006 года Boeing рассматривает замену модели 737 полностью новым проектом (внутреннее наименование «Boeing Y1»). В 2010 году Airbus запустил программу Airbus A320neo, узкофюзеляжного самолёта с новыми двигателями, обеспечивающими лучшую топливную и эксплуатационную экономичность. Под давлением этих обстоятельств 30 августа 2011 года совет директоров Boeing одобрил проект Boeing 737 MAX.
Boeing заявляет, что 737 MAX будет расходовать на 16 % меньше топлива, чем нынешний Airbus A320, и на 4 % меньше, чем Airbus A320neo.

#### 

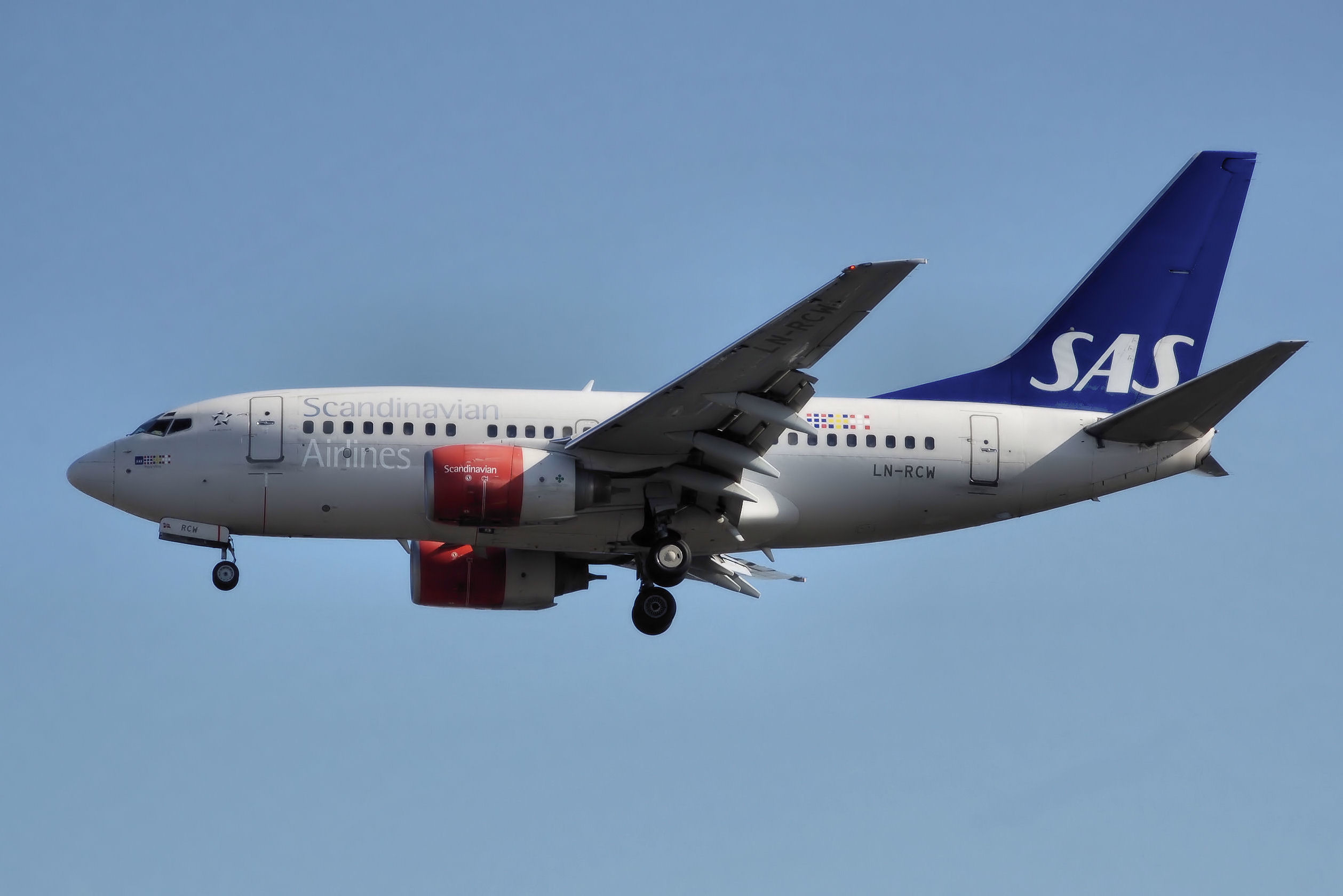
737-600 SAS

## Модификации

### Гражданские модификации

#### 737-600
Модификация 737-600 стала прямой заменой 737-500 и конкурирует с A318. Это единственный производимый вариант Boeing 737, на который не устанавливаются винглеты. Первым заказчиком должна была стать авиакомпания WestJet, однако в третьем квартале 2006 года компания заявила, что не намерена закупать эти самолёты. Первым заказчиком в 1995 году стала авиакомпания Scandinavian Airlines System (SAS); первый самолёт был поставлен 18 сентября 1998 г. Всего заказчикам было передано 69 самолётов модификации −600.
В 2012 году Boeing 737-600 был снят с производства.

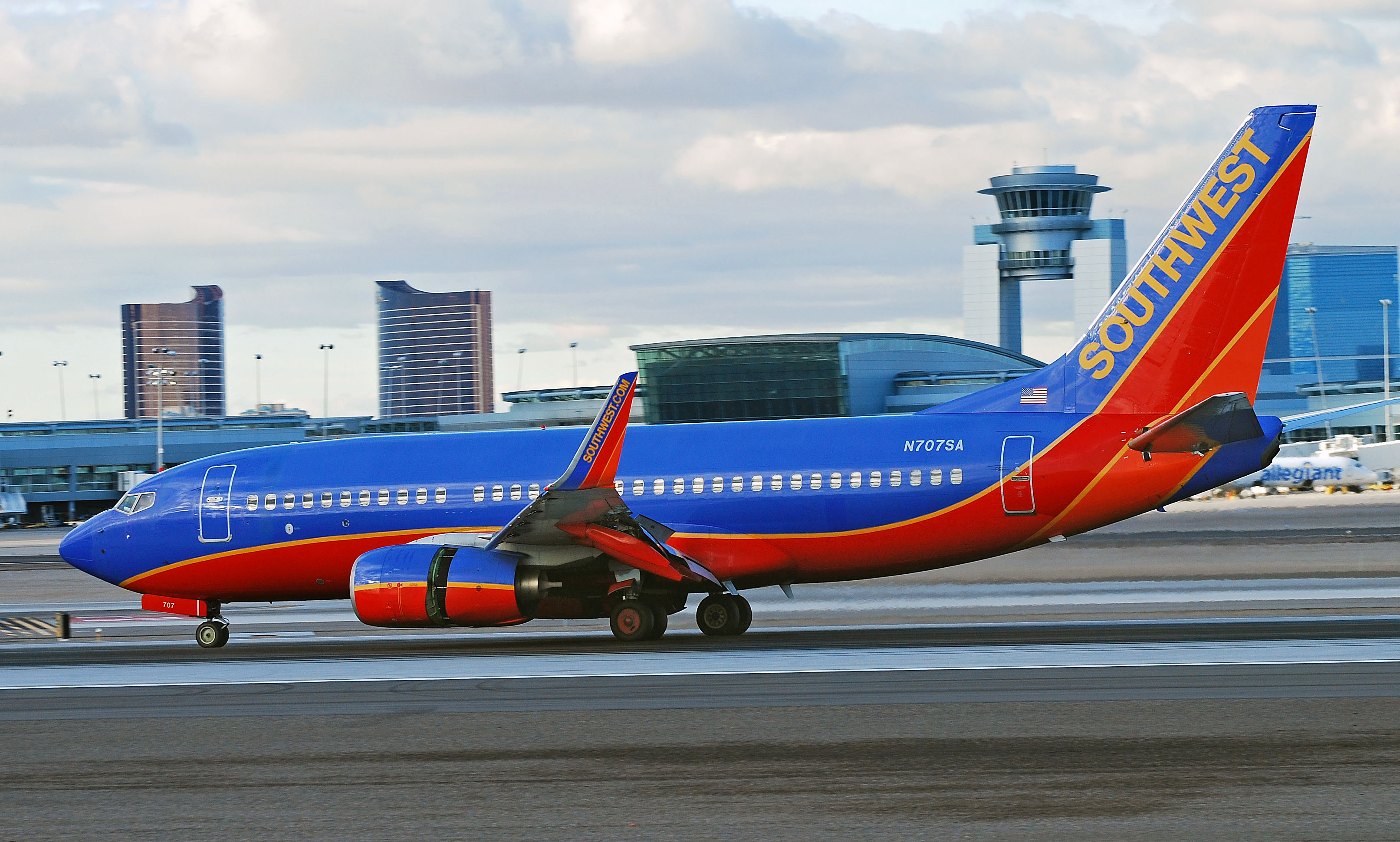
737-700 Southwest Airlines

#### 737-700
Boeing 737-700 стал первой модификацией семейства Next Generation. Первым заказчиком в ноябре 1993 года стала авиакомпания Southwest Airlines. Вариант был создан на базе модели 737-300 и вошёл в строй в 1998 г. Прямым конкурентом является Airbus A319. Самолёт вмещает 137 пассажиров в двухклассной компоновке и 149 — с салоном только экономкласса. Основным эксплуатантом модификации 737-700 является Southwest Airlines, имеющая в своём авиапарке более 400 таких самолётов и разместившая дополнительные заказы.

#### 737-700C
Модификация 737-700C (Convertible — «конвертируемый») является изменяемым вариантом основной модели. Она предполагает возможность убрать пассажирские кресла и перевозить грузы. Для их погрузки с левой стороны фюзеляжа предусмотрена большая дверь. Первым заказчиком этой модификации под обозначением C-40 Clipper стал ВМФ США.

#### 737-700ER
Модификация 737-700ER (Extended range — «повышенная дальность») была запущена 31 января 2006 г. Первым заказчиком стала авиакомпания All Nippon Airways; первый самолёт был передан 16 февраля 2007 года и стал первым из пяти заказанных. 737-700ER является магистральной пассажирской версией BBJ1 и 737-700IGW (Increased Gross Weight — «увеличенная взлётная масса»). В ней использован фюзеляж модификации 737-700, а крылья и шасси — от 737-800. Самолёт может перевозить 126 пассажиров в стандартном двухклассном салоне на дальность до 10200 км. Конкурентом этой модификации является Airbus A319LR. 737-700ER занимает в семействе 737 второе место по дальности после BBJ2.

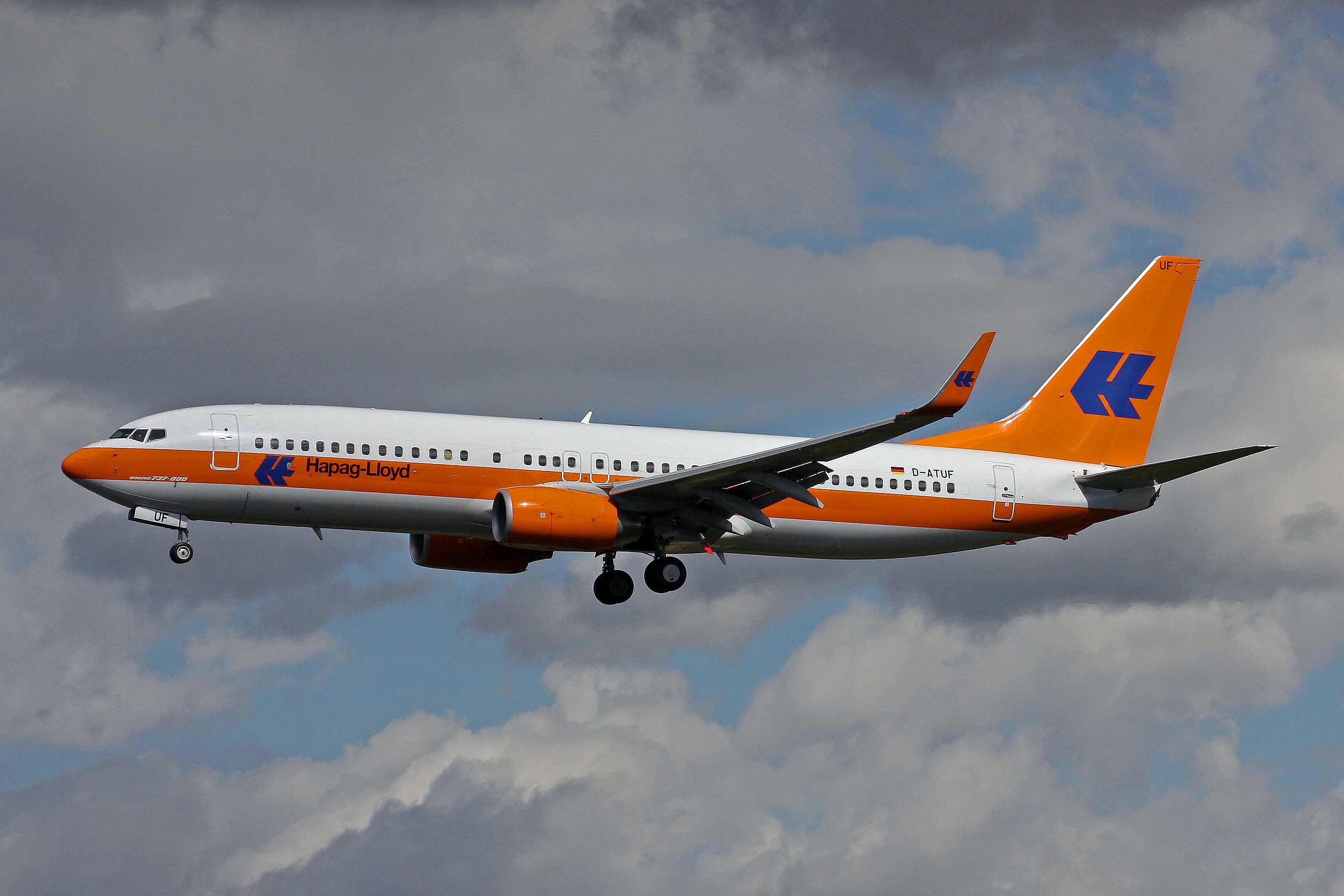
Hapag-Lloyd Flug

#### 737-800
Boeing 737-800 стал удлинённым вариантом модификации 737-700 и заменил 737-400. Первым заказчиком в 1994 году 737-800 стала авиакомпания Hapag-Lloyd Flug (первоначальное название, сейчас — TUIfly), получившая первый самолёт в 1998 году. 737-800 вмещает 162 пассажира в двухклассном салоне или 189 в салоне полностью экономкласса. Основным конкурентом является модель Airbus A320. За счёт более длинного фюзеляжа Boeing 737-800 вмещает в типичной компоновке на 10 пассажиров больше чем Airbus A320, что обуславливает большую популярность модификации. Во многих американских авиакомпаниях 737-800 заменил устаревший Boeing 727—200.
Boeing 737-800 стал одной из моделей, пришедших на замену McDonnell Douglas MD-80 и MD-90. Он расходует 2500 л топлива в час, что приблизительно на 20 % меньше, чем MD-80, но при этом перевозит больше пассажиров. По данным авиационного журнала Airline Monitor, 737-800 расходует 18,5 л топлива на пассажира в час. Авиакомпания Alaska Airlines заменила самолёты MD-80 на Boeing 737-800, что позволило ей экономить до $2000 на каждом полёте (при цене авиатоплива $1 за литр). Стоимость полной заправки Boeing 737-800 (в ценах 2008 года) составляет $8500.
14 августа 2008 году авиакомпания American Airlines заказала 26 самолётов Boeing 737-800 (20 были использованными опционами, а ещё шесть — новыми заказами) с ускоренной поставкой. Всего поставлено 2135 самолётов 737-800 и 16 Boeing 737-800 BBJ, ещё 1521 заказ пока не выполнен. Ryanair, ирландская бюджетная авиакомпания является одним из главных эксплуатантов этой модификации, имея в своём авиапарке 298 машин, обслуживающих более тысячи маршрутов в Европе и Северной Африке.

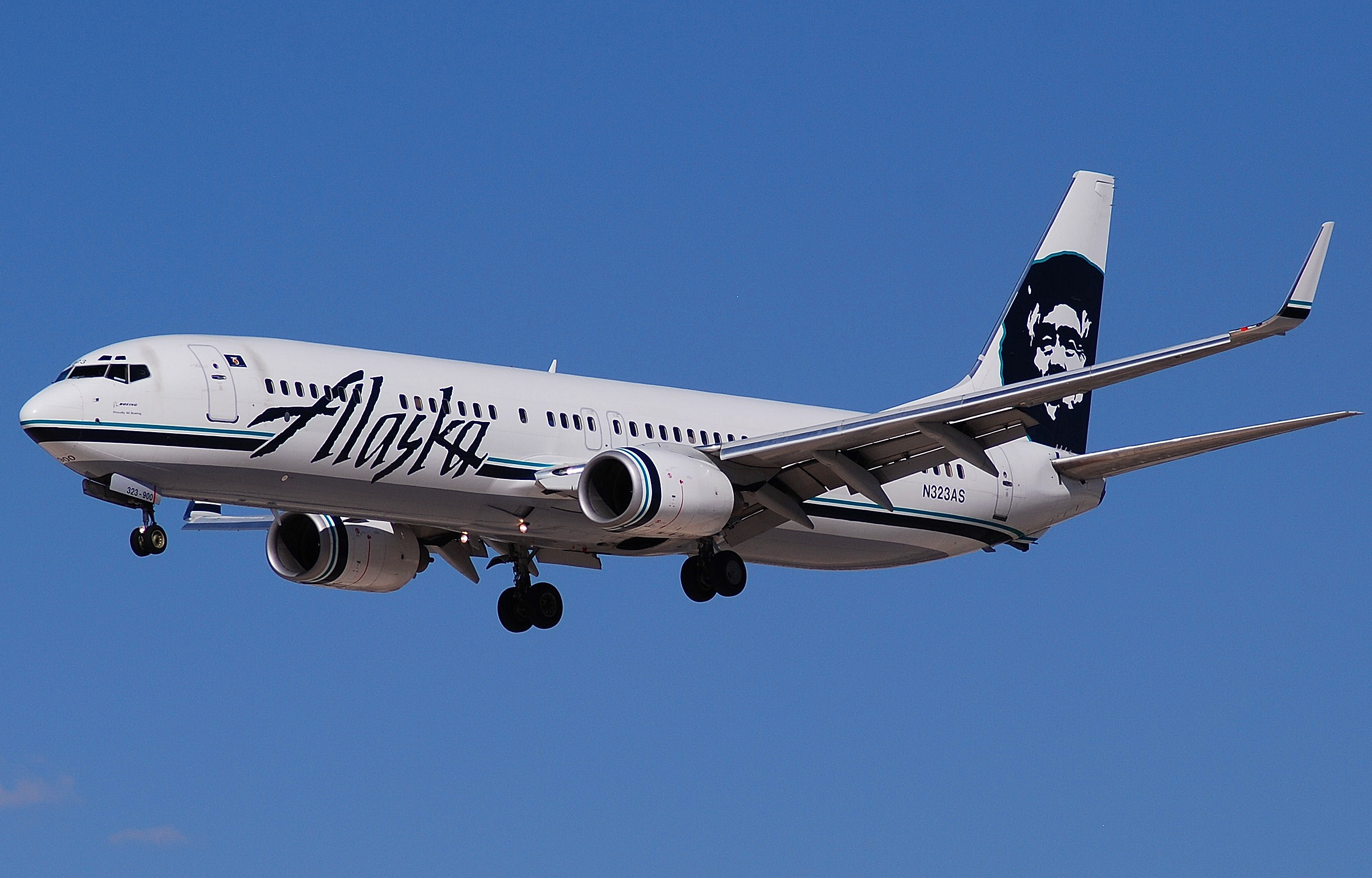
737-900 Alaska Airlines

#### 737-900
Boeing 737-900 является самым длинным вариантом модели. Поскольку количество дверей в модели не изменилось по сравнению с Boeing 737-800, количество пассажиров ограничено 177-ю в 2-классной компоновке и 189-ю в экономическом варианте. Alaska Airlines стала первым заказчиком модификации 737-900 в 1997 году и получила первый самолёт 15 мая 2001 году. Boeing 737-900 также имеет одинаковые с 737-800 показатели максимальной взлётной массы и запаса топлива, что снижает его дальность, но увеличивает полезную нагрузку. Эти недостатки до последнего времени мешали модификации 737-900 на равных конкурировать с Airbus A321.

#### 737-900ER
Boeing 737-900ER (Extended Range — «повышенная дальность»), имевший до начала приёма заказов обозначение 737-900X, стал новейшим и самым большим вариантом Boeing 737. Модификация призвана заменить снятый с производства 757-200 и конкурировать с Airbus A321.
Две дополнительные двери и плоская задняя переборка позволили увеличить пассажировместимость до 180 человек в 2-классной компоновке и до 215 человек в экономическом варианте. Увеличенный запас топлива и устанавливаемые на все самолёты винглеты позволяют модификации иметь дальность, сравнимую с другими вариантами Boeing 737NG.
Первый Boeing 737-900ER был показан на заводе в Рентоне 8 августа 2006 г. и предназначался для первого заказчика, авиакомпании Lion Air. Lion Air получила самолёт 27 апреля 2007 г. в особой раскраске, сочетающий хвост в цветах Lion Air и фюзеляж в фирменных цветах Boeing. Lion Air заказала 166 Boeing 737-900ER.
22 августа 2011 г. было объявлено, что авиакомпания Delta Air Lines разместила заказ на 100 самолётов модификации 737-900ER, что стало крупнейшим заказом на этот вариант.
Всего было поставлено 52 самолёта 737-900, 82 737-900ER и 6 737-900 BBJ. 183 заказа пока не выполнены.

### Военные модификации

#### Boeing 737 AEW&C
Является модификацией 737-700IGW, имеющей много общего с 737-700ER. Он является самолётом раннего оповещения и контроля на базе Boeing 737NG. Первым заказчиком стали ВВС Австралии (в рамках проекта Wedgetail), Турции и Южной Кореи.

#### C-40 Clipper
Был разработан на базе Boeing 737-700C и заказан ВВС США для замены McDonnell Douglas C-9B Skytrain II. Самолёты C-40B и C-40C используются ВВС США для перевозки высшего командования.

#### P-8 Poseidon
Разработан на базе 737-800ERX («Extended Range» — «повышенная дальность»). 14 июня 2004 года он был выбран для замены противолодочного патрульного самолёта Lockheed P-3 Orion. Уникальность P-8 в том, что на нём используются скошенные законцовки крыла, как на 767-400ER, а не винглеты, устанавливаемые на другие варианты Boeing 737NG. Boeing обозначает эту модификацию индексом 737-800A.

## Лётно-технические характеристики
|                                                            | 737-600                                                                             | 737-700 / 737-700ER                                                                 | 737-800                                                                             | 737-900ER |       |
| ---------------------------------------------------------- | ----------------------------------------------------------------------------------- | ----------------------------------------------------------------------------------- | ----------------------------------------------------------------------------------- | --- | ----- |
| Экипаж                                                     | Два пилота                                                                          | Два пилота                                                                          | Два пилота                                                                          | Два пилота |       |
| Пассажировместимость                                       | 130 (1 класс, плотная компоновка) 123 (1 класс) 108 (2 класса, обычная)             | 148 (1 класс, плотная) 140 (1 класс, обычная) 128 (2 класса, обычная)               | 189 (1 класс, плотная) 175 (1 класс, обычная) 160 (2 класса, обычная)               | 215 (1 класс, плотная) 204 (1 класс, обычная) 174 (2 класса, обычная)                                                 |       |
| Расстояние между креслами                                  | 76 см (1 класс, плотная) 81 см (1 класс, обычная) 91 см и 81 см (2 класса, обычная) | 76 см (1 класс, плотная) 81 см (1 класс, обычная) 91 см и 81 см (2 класса, обычная) | 76 см (1 класс, плотная) 81 см (1 класс, обычная) 91 см и 81 см (2 класса, обычная) | 71 см (1 класс, плотная) 76 см (1 класс, плотная) 91 см и 81 см (2 класса, обычная)                                   |       |
| Ширина кресел                                              | 43 см (1 класс, 6 кресел в ряд)                                                     | 43 см (1 класс, 6 кресел в ряд)                                                     | 43 см (1 класс, 6 кресел в ряд)                                                     | 43 см (1 класс, 6 кресел в ряд)                                                                                       |       |
| Длина                                                      | 31,2 м                                                                              | 33,6 м                                                                              | 39,5 м                                                                              | 42,1 м |       |
| Размах крыла                                               | 35,7 м                                                                              | 35,7 м                                                                              | 35,7 м                                                                              | 35,7 м |       |
| Высота                                                     | 12,6 м                                                                              | 12,5 м                                                                              | 12,5 м                                                                              | 12,5 м |       |
| Стреловидность крыла                                       | 25,02°                                                                              | 25,02°                                                                              | 25,02°                                                                              | 25,02° |       |
| Удлинение                                                  | 9,45                                                                                | 9,45                                                                                | 9,45                                                                                | 9,45 |       |
| Ширина фюзеляжа                                            | 3,76 м                                                                              | 3,76 м                                                                              | 3,76 м                                                                              | 3,76 м |       |
| Высота фюзеляжа                                            | 4,01 м                                                                              | 4,01 м                                                                              | 4,01 м                                                                              | 4,01 м |       |
| Ширина кабины                                              | 3,54 м                                                                              | 3,54 м                                                                              | 3,54 м                                                                              | 3,54 м |       |
| Высота кабины                                              | 2,20 м                                                                              | 2,20 м                                                                              | 2,20 м                                                                              | 2,20 м |       |
| Масса пустого                                              | 36 378 кг                                                                           | 38 147 кг                                                                           | 41 413 кг                                                                           | 44 676 кг |       |
| Максимальная взлётная масса                                | 66 000 кг                                                                           | Базовая модель: 70 080 кг ER: 77 565 кг                                             | 79 010 кг                                                                           | 85 130 кг |       |
| Максимальная посадочная масса                              | 55 112 кг                                                                           | 58 604 кг                                                                           | 66 361 кг                                                                           | 66 361 кг |       |
| Объём груза                                                | 21,4 м³                                                                             | 27,3 м³                                                                             | 45,1 м³                                                                             | 52,5 м³ |       |
| Разбег (МВМ, на уровне моря, стандартные погодные условия) | 1750 м                                                                              | Базовая модель: 1600 м ER: 2100 м                                                   | 2400 м                                                                              | 3000 м |       |
| Потолок                                                    | 12 500 м                                                                            | 12 500 м                                                                            | 12 500 м                                                                            | 12 500 м |       |
| Крейсерская скорость                                       | 828 км/ч                                                                            | 828 км/ч                                                                            | 828 км/ч                                                                            | 823 км/ч |       |
| Максимальная скорость                                      | 876 км/ч                                                                            | 876 км/ч                                                                            | 876 км/ч                                                                            | 876 км/ч |       |
| Дальность с макс. загрузкой                                | Базовая модель: 5648 км WL: 5970 км                                                 | Базовая модель: 6230 км WL: 6370 км ER: 10695 км (1 класс, 9 доп. баков             | Базовая модель: 5665 км WL: 5765 км                                                 | Базовая модель: 4996 км (1 класс) Базовая модель: 5925 км (2 класса, 2 доп. бака) WL: 6045 км (2 класса, 2 доп. бака) |       |
| Макс. объём топлива                                        | Не ER: 26 020 л ER: 40 530 л                                                        | Не ER: 26 020 л ER: 40 530 л                                                        | Не ER: 26 020 л ER: 40 530 л                                                        | 29 660 л |       |
| Двигатели (x2)                                             | CFM 56-7B20                                                                         | CFM 56-7B26                                                                         | CFM 56-7B27                                                                         | CFM 56-7B27 |       |
| Максимальная тяга (x2)                                     | 101 кН                                                                              | 117 кН                                                                              | 121,4 кН                                                                            | 121,4 кН |       |
| Крейсерская тяга (x2)                                      | 23,18 кН                                                                            | 24,38 кН                                                                            | 24,38 кН                                                                            | 24,38 кН |       |
| Диаметр вентилятора                                        | 1,55 м                                                                              | 1,55 м                                                                              | 1,55 м                                                                              | 1,55 м |       |
| Длина двигателя                                            | 2,51 м                                                                              | 2,51 м                                                                              | 2,51 м                                                                              | 2,51 м |       |
| Клиренс двигателей                                         | 46 см                                                                               | 46 см                                                                               | 46 см                                                                               | 48 см | 48 см |
| ZFW                                                        |                                                                                     |                                                                                     | 136 001 lbs                                                                         | |       |

Источники: Технические характеристики Boeing 737, 737 Airport Planning Report.

## Заказы и поставки
| Модификации  | Заказы | Заказы | Поставки | Поставки | Поставки | Поставки | Поставки | Поставки | Поставки | Поставки | Поставки | Поставки | Поставки | Поставки | Поставки | Поставки | Поставки | Поставки | Поставки | Поставки |
| Коммерческие | Всего  | Заказы | Всего    | 2013     | 2012     | 2011     | 2010     | 2009     | 2008     | 2007     | 2006     | 2005     | 2004     | 2003     | 2002     | 2001     | 2000     | 1999     | 1998     | 1997     |
| ------------ | ------ | ------ | -------- | -------- | -------- | -------- | -------- | -------- | -------- | -------- | -------- | -------- | -------- | -------- | -------- | -------- | -------- | -------- | -------- | -------- |
| 737-600      | 69     |        | 69       |          |          |          |          |          |          |          | 10       | 3        | 3        | 6        | 5        | 4        | 6        | 24       | 8        |          |
| 737-700      | 1224   | 126    | 1098     | 12       | 7        | 43       | 23       | 51       | 61       | 101      | 103      | 93       | 109      | 80       | 71       | 85       | 75       | 96       | 85       | 3        |
| 737-700C     | 18     | 3      | 15       |          |          | 1        | 2        |          | 1        |          | 1        |          | 2        |          | 2        | 3        | 3        |          |          |          |
| 737-700W     | 14     |        | 14       |          |          |          | 2        | 2        |          |          | 5        | 2        | 1        | 1        | 1        |          |          |          |          |          |
| 737-800      | 4551   | 1451   | 3100     | 347      | 351      | 292      | 323      | 283      | 190      | 214      | 172      | 104      | 78       | 69       | 126      | 168      | 185      | 133      | 65       |          |
| 737-800A     | 53     | 25     | 28       | 8        | 9        | 5        | 1        | 3        | 2        |          |          |          |          |          |          |          |          |          |          |          |
| 737-900      | 52     |        | 52       |          |          |          |          |          |          |          |          | 6        | 6        | 11       | 8        | 21       |          |          |          |          |
| 737-900ER    | 524    | 307    | 217      | 67       | 44       | 24       | 15       | 28       | 30       | 9        |          |          |          |          |          |          |          |          |          |          |
| Всего        | 6505   | 1912   | 4593     | 434      | 411      | 365      | 366      | 367      | 284      | 324      | 291      | 208      | 199      | 167      | 213      | 281      | 269      | 253      | 158      | 3        |
| Business Jet |        |        |          |          |          |          |          |          |          |          |          |          |          |          |          |          |          |          |          |          |
| 737-700BBJ   | 118    | 3      | 115      | 5        | 2        | 7        | 4        | 4        | 4        | 6        | 9        | 3        | 3        | 3        | 8        | 13       | 11       | 25       | 8        |          |
| 737-800BBJ   | 21     | 2      | 19       | 1        | 2        |          | 2        |          | 1        |          | 2        | 1        |          | 3        | 2        | 5        |          |          |          |          |
| 737-900BBJ   | 6      |        | 6        |          |          |          | 4        | 1        | 1        |          |          |          |          |          |          |          |          |          |          |          |
| Всего        | 145    | 5      | 140      | 6        | 4        | 7        | 10       | 5        | 6        | 6        | 11       | 4        | 3        | 6        | 10       | 18       | 11       | 25       | 8        |          |
| Итого        | 6650   | 1917   | 4733     | 440      | 415      | 372      | 376      | 372      | 290      | 330      | 302      | 212      | 202      | 173      | 223      | 299      | 280      | 278      | 166      | 3        |

Данные на декабрь 2013 г.